# I Congresso nazionale del Partito Comunista Cinese
Il I Congresso del Partito Comunista Cinese si svolse a Shanghai dal 23 al 31 luglio 1921 e sancì la formazione del partito.

## Svolgimento del Congresso
- Delegati: 12
- Membri del Partito: 52/57

Il Congresso vide la fondazione del Partito Comunista Cinese e l'adozione del suo primo programma politico, che prevedeva la formazione di un esercito popolare per rovesciare la borghesia e attuare la rivoluzione proletaria. Il Congresso terminò sul lago Sud per via delle persecuzioni della polizia e si concluse con l'accettazione del programma, dello Statuto e di un programma sugli obiettivi più urgenti da attuare. Nel corso del Congresso, Mao Zedong venne eletto nel Comitato Centrale, mentre Chen Duxiu venne eletto Segretario generale del Comitato Centrale.

## Giudizio ufficiale cinese
La questione centrale del Congresso era di discutere la fondazione ufficiale del Partito Comunista Cinese. Il Congresso adottò il primo programma del Partito e scelse come proprio nome quello di Partito Comunista Cinese. Si decisero i seguenti obiettivi del Partito: rovesciare la borghesia tramite la lotta armata del proletariato, per ricostruire il paese tramite le classi lavoratrici e lavorare per la scomparsa di ogni distinzione di classe; stabilire la dittatura del proletariato per ottemperare agli obiettivi della lotta di classe, che è, l'eliminazione delle classi; e abolire il monopolio dei capitalisti e stabilire il monopolio dell'intera società tramite la confisca di tutti i mezzi di produzione. Il Congresso adottò anche la Risoluzione sulle Questioni Presenti, in accordo sul fatto che il compito centrale del Partito dopo la sua fondazione era organizzare la classe operaia e prendere le redini del movimento dei lavoratori.

## Rappresentanti
- Li Da (Shanghai)
- Li Hanjun (Shanghai)
- Zhang Guotao (Pechino)
- Liu Renjing (Pechino)
- Mao Zedong (Changsha)
- He Shuheng (Changsha)
- Dong Biwu (Wuhan)
- Chen Tanqiu (Wuhan)
- Wang Jinmei (Jinan)
- Deng Enming (Jinan)
- Chen Gongbo (Canton)
- Zhou Fohai (rappresentante per gli studenti cinesi in Giappone)
- Bao Huiseng (rappresentante per l'assente Chen Duxiu)

## Curiosità

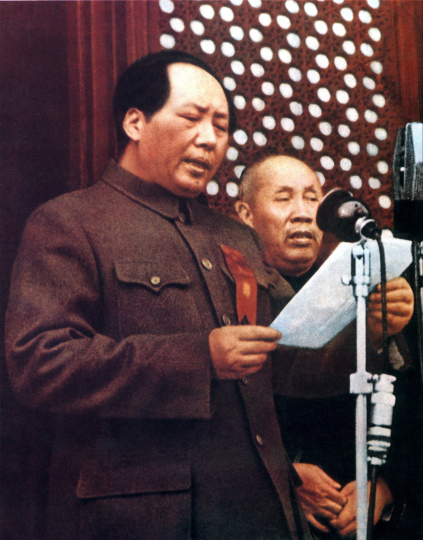
Dei 13 delegati che parteciparono al I Congresso nazionale del PCC nel luglio 1921, Mao Zedong e Dong Biwu furono gli unici due ad essere presenti anche alla cerimonia di proclamazione della Repubblica Popolare Cinese il 1º ottobre 1949, come nella foto qui.